# Schattenmann (Band)
Schattenmann ist eine deutsche Rockband aus Nürnberg, die der Neuen Deutschen Härte zuzuordnen ist.

## Geschichte

### Gründung
Schattenmann wurde im Jahr 2016 von den Mitgliedern Frank Herzig (Gesang), Patrick Schott (Schlagzeug), Luke Shook (Bass) und Jan Suk (Gitarre) gegründet. Der erste offizielle Bandbeitrag erfolgte mit der Präsentation des Bandlogos via Facebook im September 2016. Die Gründungsmitglieder Herzig und Suk kannten sich bereits aus dem Projekt Herz!g, indem beide bereits zusammen spielten.

### Erste Liveauftritte (2017)
Im Februar 2017 spielte Schattenmann als Vorband der NDH-Band Heldmaschine, auf deren Himmelskörper-Tour in Hamburg, Hannover, Leipzig, Berlin und Oberhausen. Hierbei präsentierten sie Lieder, die im Folgejahr auf ihrem Debütalbum Licht an erschienen. Während der Himmelskörper-Tour vertrieb Schattenmann ihre erste EP, die exklusiv in einer Auflage von 500 Einheiten für die Konzertreihe produziert wurde. Am 11. März 2017 traten sie als Vorband von Stahlmann in der Backstage Halle in München auf. In den folgenden Monaten spielten Schattenmann auf diversen Festivals wie dem Sturm auf die Bastille in Berlin (22. April 2017), auf dem Gothic meets Rock Festival auf Gut Haarbecke in Kierspe (27. Mai 2017) und dem Rock4Peace Festival im Flensburger Hafen (9. September 2017). Auf dem Rock4Peace Festival stellten Schattenmann mit Nils Kinzig ihren neuen Schlagzeuger vor, da Schott die Band im August 2017 aus „beruflichen Gründen“ verlassen musste. Im weiteren Verlauf des Jahres unterstütze Schattenmann nochmals Heldmaschine als Vorband, im Zeitraum zwischen Oktober und November, und spielte auf weiteren Veranstaltungen wie der Nacht der Helden in der Turbinenhalle Oberhausen (29. Dezember 2017).

### Erstes StudioalbumLicht an(2017–2018)
Am 2. November 2017 erschien mit Licht an die erste offizielle Single der Band.
Im Frühjahr 2018 folgten zwei weitere Singleauskopplungen. Zunächst feierte Generation Sex seine Premiere am 17. Januar 2018. Vier Wochen später, dem 14. Februar 2018, folgte die Veröffentlichung von Brennendes Eis. Am 2. März 2018 erschien schließlich das Debütalbum Licht an, das unter dem Musiklabel Drakkar Entertainment veröffentlicht wurde. Von März bis Mai 2018 spielte Schattenmann im Vorprogramm von Megaherz auf ihrer Komet Tour, im Vorprogramm von Unzucht sowie den Kick-off-Shows von Hämatom. Am 12. August 2018 erfolgte ein Auftritt beim M’era Luna Festival. Gegen Ende des Jahres startete die Band mit der Licht an Tour ihre erste Headliner-Tour. Das Auftaktkonzert fand am 27. Oktober 2018 im Kulttempel in Oberhausen statt. Nach dem Auftaktkonzert unterbrach die Band ihre eigene Tour, um im Vorprogramm von Feuerschwanz und ihrer Methämmer-Tour zu spielen.
Im Februar 2019 führte Schattenmann die Licht an Tour fort, die sie durch Deutschland, Österreich und die Schweiz führte.

### Zweites StudioalbumEpidemie(2019–2020)
Zwischen Februar und Juni 2019 erfolgten diverse Singleauskopplungen, die vorab aus dem kommenden zweiten Studioalbum erschienen. Es erschienen die Auskopplungen Kopf durch die Wand (15. Februar 2019), F.U.C.K.Y.O.U. (5. April 2019), Ruf der Engel (17. Mai 2019) und Epidemie (21. Juni 2019). Am 5. Juli 2019 erschien schließlich mit Epidemie das zweite Studioalbum der Band. Die Veröffentlichung erfolgte durch das Musiklabel AFM Records. Nachdem das Debütalbum die offiziellen Charts verfehlt hatte, konnte sich die Band mit Epidemie erstmals in den deutschen Albumcharts platzieren und erreichte mit Rang 32 seine höchste Chartnotierung. Einen Tag nach der Albumveröffentlichung spielte die Band auf dem Castle Rock Festival am 6. Juli 2019. Am 27. September 2019 folgte mit Schwarz=Religion die fünfte und letzte Singleauskopplung aus dem Album. Eine Woche später startete in Wuppertal der Auftakt zu ihrer Epidemie Tour, der zweiten Headliner-Tour, am 2. Oktober 2019. Die Tour führte sie durch Deutschland und die Schweiz, unterstützt wurde Schattenmann während der Tour von Dunkelsucht und Kissin’ Black. Das Abschlusskonzert der Epidemie Tour erfolgte in der Backstage Halle in München am 16. November 2019. Am 22. November 2019 erschien ein von Schattenmann für die Band Eisfabrik getätigter Remix. Schattenmann tätigte hierbei einen Remix von And Nothing Turns, der auf dem Eisfabrik-Album Rotationsausfall in der Eisfabrik erschien. Mit einem Auftritt beim Dämonentanz Festival am 26. Dezember 2019 erfolgte zunächst der letzte Liveauftritt der Band.
Die Fortsetzung der Epidemie Tour für 2020 musste aufgrund der COVID-19-Pandemie in Deutschland verschoben werden. Das Gleiche gilt für eine mit Eisbrecher geplante Tour, bei der sie im Vorprogramm spielen sollten. Im Juli 2020 kollaborierten Schattenmann und Eisfabrik erneut. Schattenmann tätigte einen Remix zu Eisfabriks Opposites Collide und Eisfabrik zu Schattenmanns Epidemie. Beide Remixe erschienen zeitgleich als Single am 23. Juli 2020.
Zur Feier des vierjährigen Bandjubiläums spielte die Band ein Onlinekonzert, das am 27. Februar 2021 via YouTube übertragen wurde.

### Drittes StudioalbumChaos(2021)
Am 23. April 2021 erschien mit Choleriker die erste Singleauskopplung aus dem kommenden dritten Studioalbum.
Zwei Monate später am 25. Juni 2021 erschien mit Cosima die nächste Singleauskopplung. Ihre dritte Singleauskopplung Abschaum wurde am 6. August 2021 veröffentlicht. Mit Spring erfolgte die vierte und letzte Vorabauskopplung am 7. Oktober 2021, eine Kollaboration mit Hannes und Vito von J.B.O. Das dritte Studioalbum Chaos erschien schließlich am 5. November 2021. Das Album erschien als CD, Download und Streaming sowie als limitiertes Boxset. Das Boxset erschien in einer Auflage von 500 Exemplaren.

### Viertes StudioalbumDía de muertos(seit 2022)
Nachdem es über ein Jahr lang keine neue Veröffentlichung der Band gab, erschien am 9. Dezember 2022 mit Menschenhasser die erste Singleauskopplung des kommenden vierten Studioalbums. In den folgenden Monaten erschienen mit Hände hoch (10. Februar 2023), Dickpic (31. März 2023), Jeder ist schlecht (5. Mai 2023) und Día de muertos (9. Juni 2023) vier weitere Singleauskopplungen. Zu allen fünf Singleveröffentlichungen erschien auch Musikvideos, die wie Epidemie und Spring, erneut unter der Regie von Robert Gruss entstanden sind. Zwischen Mai und Juli 2023 spielte Schattenmann im Vorprogramm von Eisbrecher und deren Liebe macht Monstour 2023. Das vierte Studioalbum Día de muertos erschien, kurz vor Ende der Tour, am 30. Juni 2023 und wie seine Vorgänger durch das Musiklabel AFM Records und ist digital sowie physisch als Boxset, CD und Vinylplatte erhältlich. Das Metal Hammer bewertete das Album mit 2,5 von sieben Punkten und beklagt die überfrachteten Keyboardflächen, oder auch die Verpackung, die zu pompös, verschnörkelt und gekünstelt sei, womit der wahre Kern des Schattenmanns nicht zum Vorschein kommen könne. Zudem würden die Höhepunkte in äußerst gesellige und gefällige Regionen abschweifen, es wippt und schunkelt massiv (Hande hoch). All das verschleiere, dass die Texte tiefgründiger ausfielen als bei Szenekollegen, die Riffs teilweise ordentlich Schneid besäßen und das Album durchaus mutige Ansätze biete.
Im November 2023 veröffentlichte die Band, zusammen mit der deutschen Mittelalter-Rock-Band Tanzwut, eine Coverversion zu Komet (Apache 207 & Udo Lindenberg) als Single mit Musikvideo von Robert Gruss.

## Bandmitglieder
Frank Herzig (* 23. Juli, im 20. Jahrhundert), lebt und wirkt in Nürnberg. Herzig ist der Sänger von Schattenmann. Er studierte am Münchner Gitarreninstitut und machte dort 2009 seinen Abschluss in den Fächern Gitarre und E-Gitarre. Herzig unterrichtet an einigen Schulen diese Instrumente. 2013 beendete er als Jahrgangsbester die Bundesakademie für musikalische Jugendbildung in Trossingen. Bekanntheit erlangte er als Bandmitglied von Herz!g, Stahlmann oder auch Schattenmann. Neben seinen Tätigkeiten als Gitarrenlehrer und Musiker ist er als Tontechniker tätig.
Nils Kinzig (* 6. Dezember 1992) lebt in Regensburg und ist der Schlagzeuger der Band. Er studierte Schlagzeug in Regensburg und New York City. Neben seiner Bandtätigkeit bei Schattenmann arbeitet Kinzig als staatlich geprüfter Chor- und Ensembleleiter mit pädagogischer Zusatzqualifikation und gibt Schlagzeugunterricht. 2016 erlangte er bereits durch das Akustik-Trio Whoobers regionale Bekanntheit.
Luke Shook (bürgerlich: Lukas Suk) wohnt in Nürnberg, ist der Bassist von Schattenmann und der Bruder von Jan. Er studierte von 2016 bis 2019 an der Friedrich-Alexander-Universität Erlangen-Nürnberg und machte dort seinen Bachelor in Wirtschaftsgeographie.
Jan Suk wohnt in Nürnberg und ist der Gitarrist von Schattenmann. Suk war bereits Bassist bei der Band Herz!g, wo er mit Frank Herzig zusammen spielte. Er studierte an der FOM (Hochschule für Oekonomie und Management) Betriebswirtschaftslehre & Wirtschaftspsychologie.

Bandmitglieder (2018)
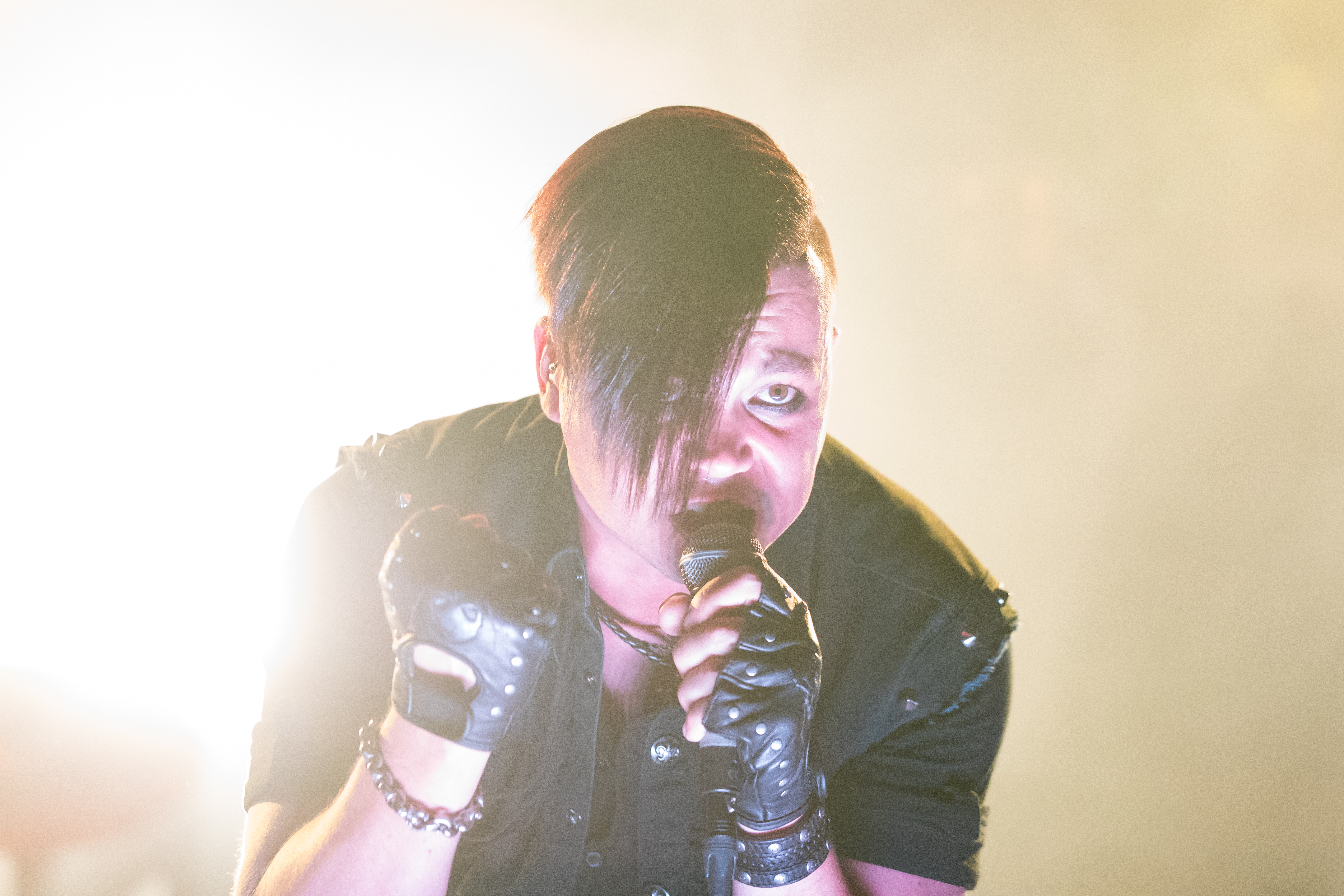
Frank Herzig
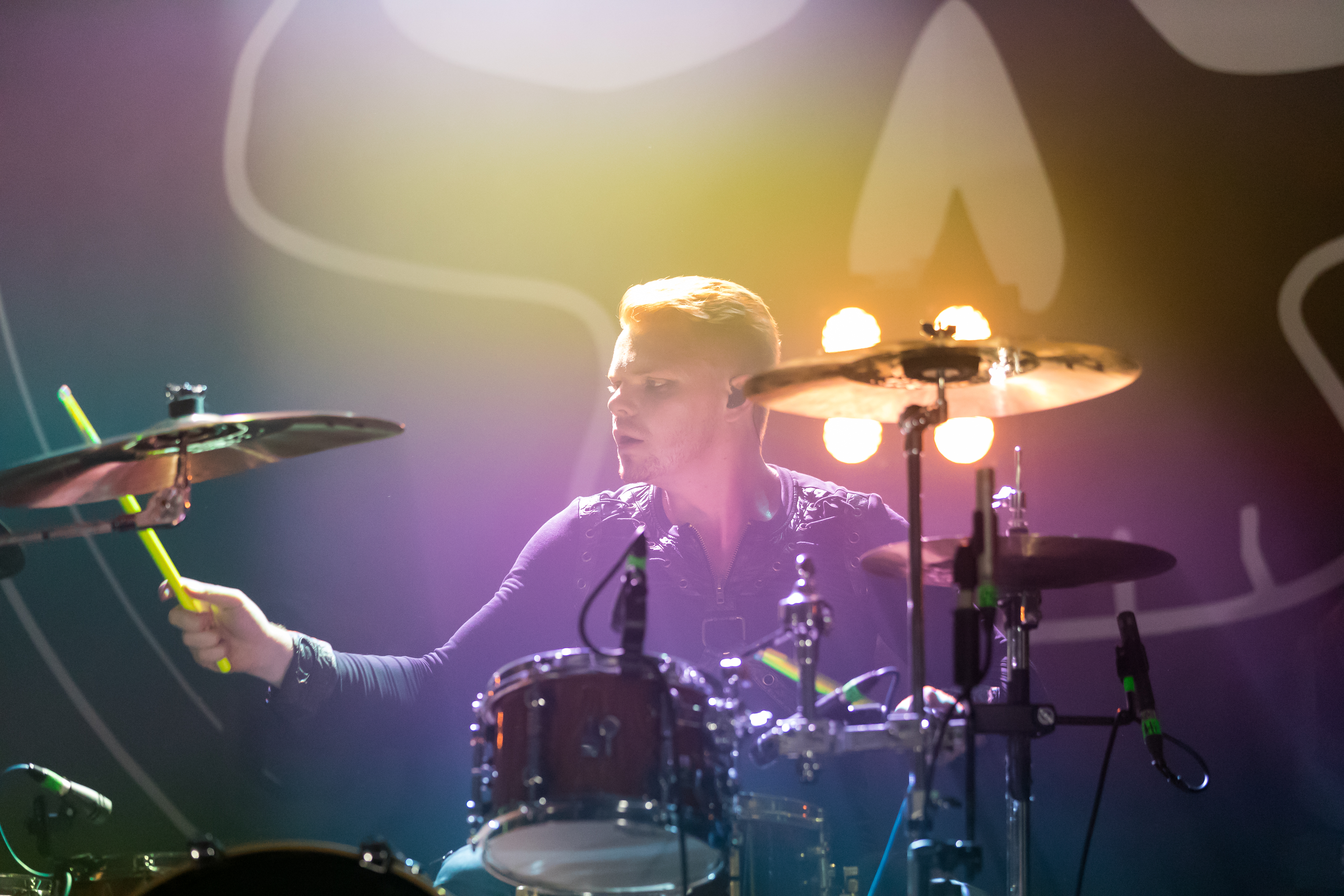
Nils Kinzig
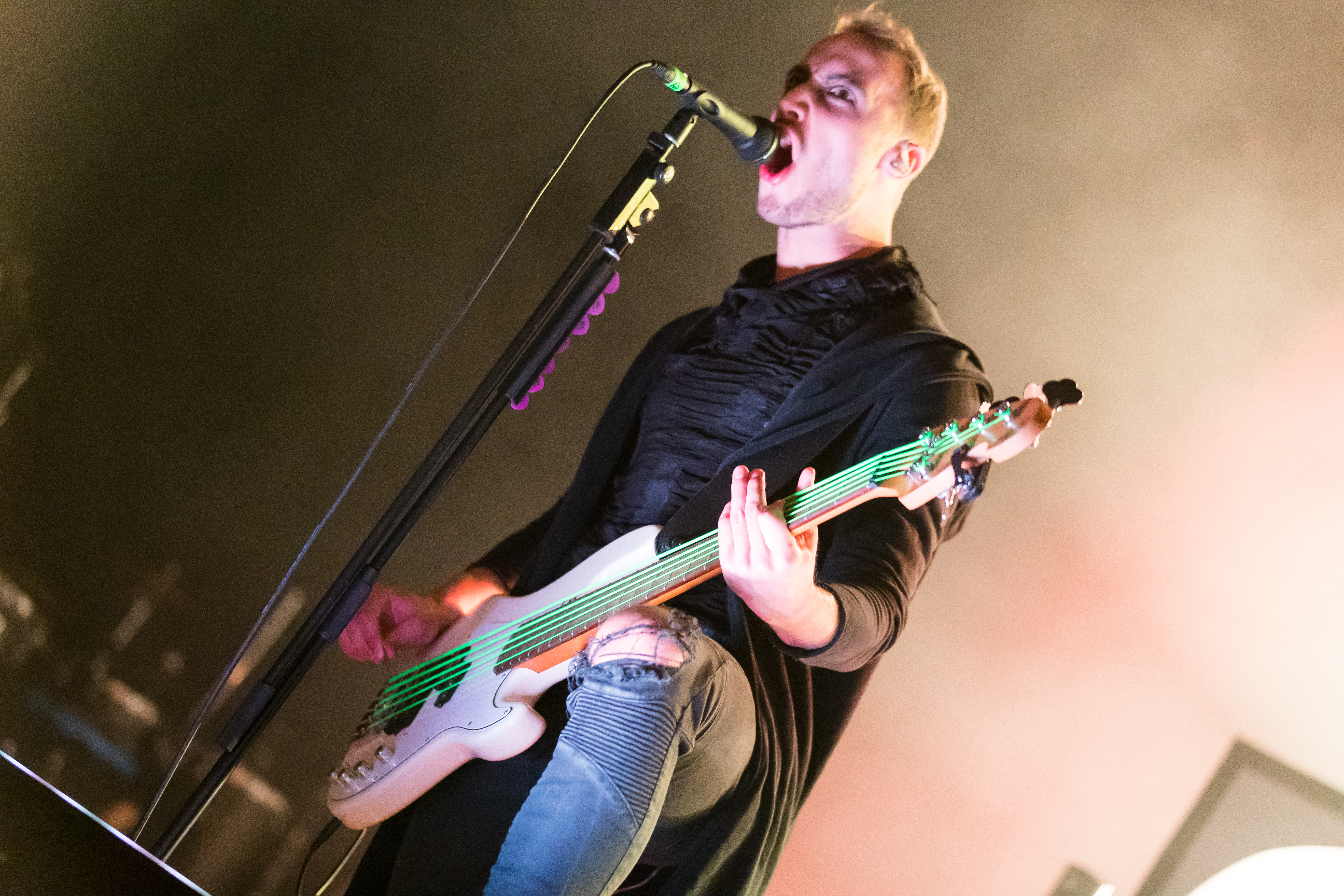
Luke Shook
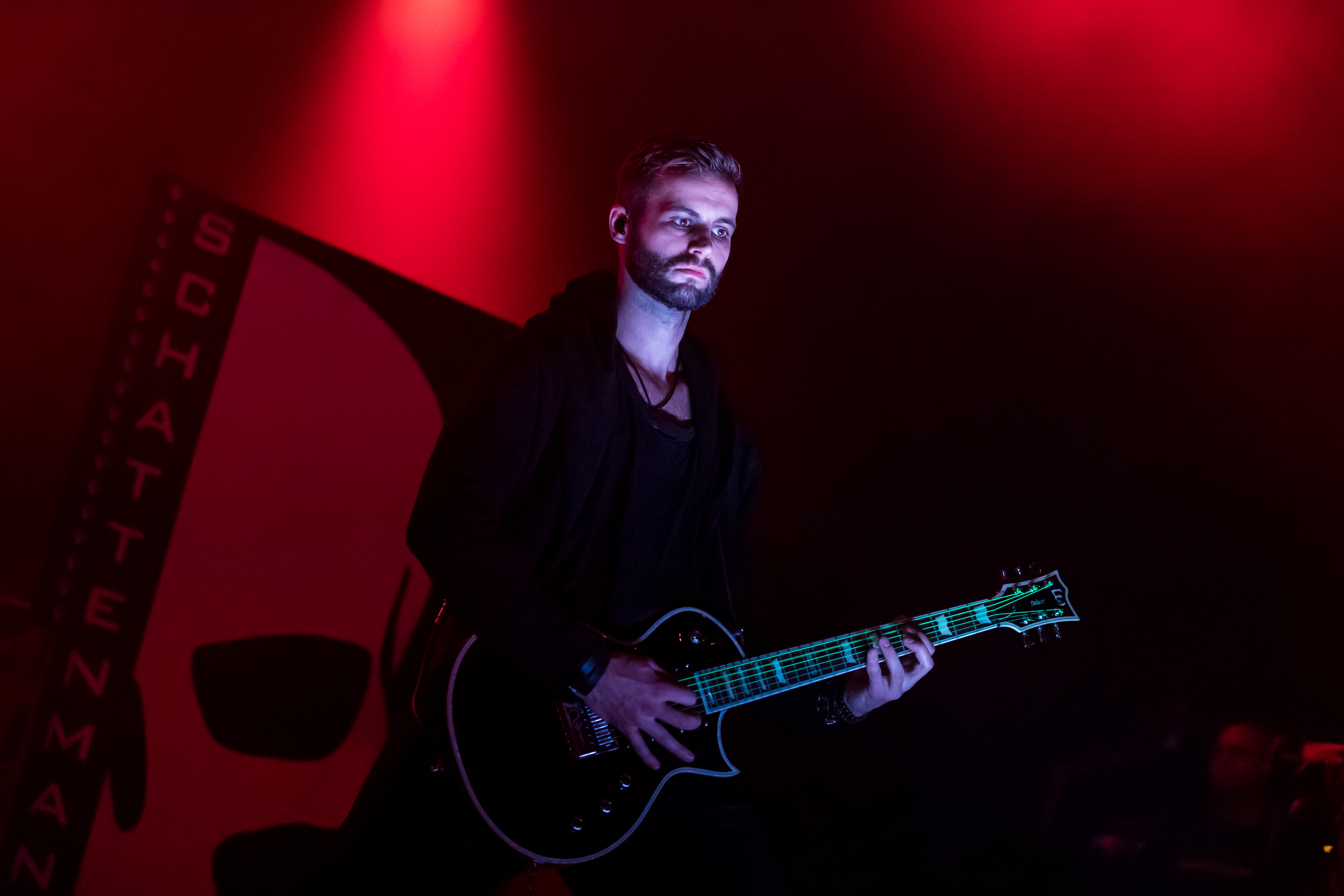
Jan Suk

## Stil
Die Band bezeichnet ihren Musikstil selbst als „Neue Deutsche Härte 2.0“. Herzig beschreibt die Musik als „typische[n] NDH-Sound mit eingängigen Melodien“. Vereinzelt werden Vergleiche zu Megaherz und Rammstein gezogen. Einzelne Stücke werden von Rezensenten weiteren Musikstilen zugerechnet. Gemeinhin wird in Rezensionen die Gruppe der Neuen Deutschen Härte zugeordnet.

## Weitere künstlerische Aktivitäten
Während der COVID-19-Pandemie entstand mit Schattenland (Der dunkle Podcast) ein eigener Podcast der Band. Hierbei sprechen die Musiker über aktuelle Ereignisse, die sie bewegen, über ihr musikalisches Umfeld und vergangene Auftritte und Konzerte. Der Podcast ist in verschiedene Rubriken unterteilt, wie unter anderem die Rubrik „Lästerschwester“, in der die Musiker über ihre Bandmitglieder lästern. Schattenland feierte mit einer ersten Episode am 12. April 2020 seine Premiere.

## Diskografie
Studioalben

| Jahr | Titel Musiklabel                     | Höchstplatzierung, Gesamtwochen, AuszeichnungChartsChartplatzierungen (Jahr, Titel, Musiklabel, Platzierungen, Wochen, Auszeichnungen, Anmerkungen) | Anmerkungen                            |
| Jahr | Titel Musiklabel                     | DE | Anmerkungen                            |
| ---- | ------------------------------------ | --- | -------------------------------------- |
| 2018 | Licht an Drakkar Entertainment (SMD) | — | Erstveröffentlichung: 2. März 2018     |
| 2019 | Epidemie AFM Records (SMD)           | DE32 (1 Wo.)DE | Erstveröffentlichung: 5. Juli 2019     |
| 2021 | Chaos AFM Records (SMD)              | DE37 (1 Wo.)DE | Erstveröffentlichung: 5. November 2021 |
| 2023 | Día de muertos AFM Records (SMD)     | DE10 (1 Wo.)DE | Erstveröffentlichung: 30. Juni 2023    |